# Hawara
Hawara is een archeologische vindplaats in Egypte, ten zuiden van de site van Crocodilopolis (ook bekend als Arsinoë) bij de ingang van de Fajoem-depressie. Het is de site van een piramide gebouwd door farao Amenemhat III in de 19e eeuw voor Christus.

## Opgravingen
De eerste opgravingen op de site werden verricht door Karl Lepsius in 1843. William Flinders Petrie groef in 1888 in Hawara. Hierbij vond hij papyri van de 1e en 2e eeuw AD, en een enorme necropolis ten noorden van de piramide, waar hij 146 mummieportretten vond op doodskisten uit de Romeinse periode, beroemd als zeldzame voorbeelden van geschilderde portretten uit de klassieke oudheid. Onder de ontdekkingen van Petrie waren papyrusmanuscripten, waaronder een grote papyrus-rol die delen van boeken 1 en 2 van de Ilias bevatte (de "Hawara Homer" van de Bodleian Library te Oxford).

## Geschiedenis
Amenemhat III was de laatste belangrijke heerser van de 12e dynastie. De piramide bij Hawara werd waarschijnlijk later gebouwd dan de zogenaamde "Zwarte Piramide" van dezelfde heerser bij Dahshur, en wordt verondersteld zijn uiteindelijke rustplaats te zijn geweest. Ongeveer twee kilometer ten zuiden van de piramide van de koning bevindt zich het sterk beschadigde piramidegraf van zijn dochter Neferoe-Ptah. Ook farao Neferoesobek, eveneens dochter van Amenemhat III, bouwde in het complex. Haar naam betekende "Mooiste van Sobek", de heilige krokodil.
Zoals gebruikelijk werd bij de na Amenemhat II gebouwde piramides van het Middenrijk, werd het gebouwd van leemsteen over een kern van kalksteenpassages en grafkamers, en afgedekt met kalksteen. De meeste dekstenen werden later geplunderd voor hergebruik in andere gebouwen – iets dat bij bijna alle Egyptische piramides gebeurde – en tegenwoordig is de piramide een geërodeerde, vaag piramidale berg van leemsteen. Van de ooit indrukwekkende dodentempel, oorspronkelijk omringd door een muur, rest weinig meer dan fundamenten van aangestampt zand en fragmenten kalksteen.
De enorme dodentempel die oorspronkelijk naast deze piramide stond, wordt verondersteld de basis te hebben gevormd van het complex van gebouwen met galerijen en binnenplaatsen dat door Herodotus het Labyrint werd genoemd. Het werd eveneens vermeld door Strabo en Diodorus Siculus. Deze laatste beweerde dat dit het model was voor het labyrint van Minos op Kreta, dat zich onder diens paleis zou bevinden. Hiervan zijn echter nooit bewijzen gevonden.  De sloop van het Labyrint kan gedeeltelijk gebeurd zijn onder het bewind van Ptolemaeus II. Deze hernoemde Crocodilopolis ter ere van zijn zuster-vrouw Arsinoë. Grootschalige bouwprojecten bij Arsinoë werden voorgesteld als de uiteindelijke bestemming van de kalkstenen kolommen en blokken van het Midden-Koninkrijk, verwijderd uit Hawara.

## Pyramide
- Gemeinsame Normdatei: 4510961-8